# فهرست جایزه‌ها و نامزدی‌های رابرت داونی جونیور
فهرست زیر شامل جوایز و نامزدی‌های دریافت شده توسط رابرت داونی جونیور در طول فعالیت حرفه‌ای او است.

## جایزه اسکار
| سال  | اثر نامزدشده | دسته                       | نتیجه    | منبع  |
| ---- | ------------ | -------------------------- | -------- | ----- |
| ۱۹۹۳ | چاپلین       | بهترین بازیگر              | نامزدشده | [ ۱ ] |
| ۲۰۰۹ | تندر استوایی | بهترین بازیگر نقش مکمل مرد | نامزدشده | [ ۲ ] |
| ۲۰۲۴ | اوپنهایمر    | بهترین بازیگر نقش مکمل مرد | پیروز    | [ ۳ ] |

## جایزه گلدن گلوب
| سال  | اثر نامزدشده | دسته                                                              | نتیجه    | منبع  |
| ---- | ------------ | ----------------------------------------------------------------- | -------- | ----- |
| ۱۹۹۳ | چاپلین       | بهترین بازیگر مرد فیلم درام                                       | نامزدشده | [ ۴ ] |
| ۱۹۹۴ | برش‌های کوتاه | بهترین بازیگر                                                     | برنده    | [ ۵ ] |
| ۲۰۰۱ | الی مک‌بل     | بهترین بازیگر نقش مکمل مرد در مجموعه، مینی‌سریال یا فیلم تلویزیونی | برنده    | [ ۶ ] |
| ۲۰۰۹ | تندر استوایی | بهترین بازیگر نقش مکمل مرد                                        | نامزدشده | [ ۷ ] |
| ۲۰۱۰ | شرلوک هولمز  | بهترین بازیگر مرد فیلم موزیکال یا کمدی                            | برنده    | [ ۸ ] |
| ۲۰۲۴ | اوپنهایمر    | بهترین بازیگر نقش مکمل مرد                                        | برنده    | [ ۹ ] |

## جایزه امی ساعات پربیننده
| سال  | اثر نامزدشده | دسته                                      | نتیجه    | منبع   |
| ---- | ------------ | ----------------------------------------- | -------- | ------ |
| ۲۰۰۱ | الی مک‌بل     | بهترین بازیگر نقش مکمل مرد در مجموعه کمدی | نامزدشده | [ ۱۰ ] |

## جایزه بفتا
| سال  | اثر نامزدشده | دسته                       | نتیجه    | منبع   |
| ---- | ------------ | -------------------------- | -------- | ------ |
| ۱۹۹۳ | چاپلین       | بهترین بازیگر نقش اول مرد  | برنده    | [ ۱۱ ] |
| ۲۰۰۹ | تندر استوایی | بهترین بازیگر نقش مکمل مرد | نامزدشده | [ ۱۱ ] |
| ۲۰۲۴ | اوپنهایمر    | بهترین بازیگر نقش مکمل مرد | برنده    | [ ۱۲ ] |

## جایزه ۲۰/۲۰
| سال  | اثر نامزدشده | دسته          | نتیجه    | منبع   |
| ---- | ------------ | ------------- | -------- | ------ |
| ۲۰۱۳ | چاپلین       | بهترین بازیگر | نامزدشده | [ ۱۳ ] |

## جایزه ساترن
| سال  | اثر نامزدشده    | دسته          | نتیجه    | منبع   |
| ---- | --------------- | ------------- | -------- | ------ |
| ۱۹۹۳ | قلب و ارواح     | بهترین بازیگر | برنده    | [ ۱۴ ] |
| ۲۰۰۶ | کیس کیس بنگ بنگ | بهترین بازیگر | نامزدشده | [ ۱۵ ] |
| ۲۰۰۹ | مرد آهنی        | بهترین بازیگر | برنده    | [ ۱۶ ] |
| ۲۰۱۰ | شرلوک هولمز     | بهترین بازیگر | نامزدشده | [ ۱۷ ] |
| ۲۰۱۱ | مرد آهنی ۲      | بهترین بازیگر | نامزدشده | [ ۱۸ ] |
| ۲۰۱۴ | مرد آهنی ۳      | بهترین بازیگر | برنده    | [ ۱۹ ] |

## اتحادیه زنان روزنامه‌نگار سینمایی
| سال  | اثر نامزدشده | دسته                       | نتیجه    | منبع   |
| ---- | ------------ | -------------------------- | -------- | ------ |
| ۲۰۰۸ | تندر استوایی | بهترین بازیگر نقش مکمل مرد | نامزدشده | [ ۲۰ ] |

## جایزه جوایز اجتماع مدار
| سال  | اثر نامزدشده        | دسته                       | نتیجه    | منبع   |
| ---- | ------------------- | -------------------------- | -------- | ------ |
| ۱۹۹۲ | چاپلین              | بهترین بازیگر نقش اول مرد  | نامزدشده | [ ۲۱ ] |
| ۲۰۰۵ | شب‌بخیر و موفق باشید | بهترین گروه بازیگران       | نامزدشده | [ ۲۲ ] |
| ۲۰۰۷ | زودیاک              | بهترین بازیگر نقش مکمل مرد | نامزدشده | [ ۲۳ ] |
| ۲۰۰۸ | تندر استوایی        | بهترین بازیگر نقش مکمل مرد | نامزدشده | [ ۲۴ ] |

## جوایز بریتانیا
| سال  | اثر نامزدشده                           | دسته                                   | نتیجه | منبع   |
| ---- | -------------------------------------- | -------------------------------------- | ----- | ------ |
| ۲۰۰۸ | جایزه استنلی کوبریک برای برتری در فیلم | جایزه استنلی کوبریک برای برتری در فیلم | برنده | [ ۲۵ ] |

## انجمن منتقدان فیلم بوستون
| سال  | اثر نامزدشده | دسته                       | نتیجه    | منبع   |
| ---- | ------------ | -------------------------- | -------- | ------ |
| ۱۹۹۷ | رابطه یک‌شبه  | بهترین بازیگر نقش مکمل مرد | نامزدشده | [ ۲۶ ] |
| ۲۰۰۸ | تندر استوایی | بهترین بازیگر نقش مکمل مرد | نامزدشده | [ ۲۰ ] |

## جایزه گزینش منتقدان فیلم
| سال  | اثر نامزدشده | دسته                        | نتیجه    | منبع   |
| ---- | ------------ | --------------------------- | -------- | ------ |
| ۲۰۰۸ | تندر استوایی | بهترین بازیگر نقش مکمل مرد  | نامزدشده | [ ۲۷ ] |
| ۲۰۱۲ | انتقام‌جویان  | بهترین بازیگر مرد فیلم اکشن | نامزدشده | [ ۲۸ ] |
| ۲۰۱۳ | مرد آهنی ۳   | بهترین بازیگر مرد فیلم اکشن | نامزدشده | [ ۲۹ ] |

## انجمن منتقدان فیلم شیکاگو
| سال  | اثر نامزدشده | دسته                       | نتیجه    | منبع   |
| ---- | ------------ | -------------------------- | -------- | ------ |
| ۱۹۹۳ | چاپلین       | بهترین بازیگر              | نامزدشده | [ ۳۰ ] |
| ۲۰۰۸ | تندر استوایی | بهترین بازیگر نقش مکمل مرد | نامزدشده | [ ۲۰ ] |

## جشنواره بین‌المللی فیلم شیکاگو
| سال  | اثر نامزدشده       | دسته               | نتیجه | منبع   |
| ---- | ------------------ | ------------------ | ----- | ------ |
| ۲۰۰۳ | جایزه دستاورد شغلی | جایزه دستاورد شغلی | برنده | [ ۳۱ ] |

## جایزه کلوترویدیس
| سال  | اثر نامزدشده    | دسته                       | نتیجه    | منبع   |
| ---- | --------------- | -------------------------- | -------- | ------ |
| ۲۰۰۷ | یک پوینده تاریک | بهترین بازیگر نقش مکمل مرد | نامزدشده | [ ۳۲ ] |

## انجمن منتقدان فیلم دالاس‌فورت وورث
| سال  | اثر نامزدشده | دسته                       | نتیجه    | منبع   |
| ---- | ------------ | -------------------------- | -------- | ------ |
| ۲۰۰۸ | تندر استوایی | بهترین بازیگر نقش مکمل مرد | نامزدشده | [ ۲۰ ] |

## جایزه امپایر
| سال  | اثر نامزدشده | دسته              | نتیجه    | منبع   |
| ---- | ------------ | ----------------- | -------- | ------ |
| ۲۰۰۹ | مرد آهنی     | بهترین بازیگر مرد | نامزدشده | [ ۳۳ ] |
| ۲۰۱۰ | شرلوک هولمز  | بهترین بازیگر مرد | نامزدشده | [ ۳۴ ] |
| ۲۰۱۳ | انتقام‌جویان  | بهترین بازیگر مرد | نامزدشده | [ ۳۵ ] |

## جوایزگولد دربی
| سال  | اثر نامزدشده        | دسته                       | نتیجه    | منبع   |
| ---- | ------------------- | -------------------------- | -------- | ------ |
| ۲۰۰۶ | شب‌بخیر و موفق باشید | بهترین گروه بازیگران       | نامزدشده | [ ۳۶ ] |
| ۲۰۰۹ | تندر استوایی        | بهترین بازیگر نقش مکمل مرد | نامزدشده | [ ۳۷ ] |

## جوایز گاتهام
| سال  | اثر نامزدشده        | دسته               | نتیجه    | منبع   |
| ---- | ------------------- | ------------------ | -------- | ------ |
| ۲۰۰۵ | شب‌بخیر و موفق باشید | بهترین عملکرد گروه | نامزدشده | [ ۳۸ ] |

## هاستی پودینگ تئاتر
| سال  | اثر نامزدشده | دسته    | نتیجه | منبع   |
| ---- | ------------ | ------- | ----- | ------ |
| ۲۰۰۴ | مرد سال      | مرد سال | برنده | [ ۳۹ ] |

## جوایز انجمن منتقدین فیلم هوستون
| سال  | اثر نامزدشده | دسته                       | نتیجه    | منبع   |
| ---- | ------------ | -------------------------- | -------- | ------ |
| ۲۰۰۸ | تندر استوایی | بهترین بازیگر نقش مکمل مرد | نامزدشده | [ ۴۰ ] |

## جوایز فیلم تابستانی آی‌جی‌ان
| سال  | اثر نامزدشده            | دسته                          | نتیجه    | منبع   |
| ---- | ----------------------- | ----------------------------- | -------- | ------ |
| ۲۰۱۹ | انتقام‌جویان: پایان بازی | بهترین بازیگر برتر در یک فیلم | نامزدشده | [ ۴۱ ] |

## جوایز برگزیده کودکان نیکلودین
| سال  | اثر نامزدشده              | دسته                                        | نتیجه    | منبع   |
| ---- | ------------------------- | ------------------------------------------- | -------- | ------ |
| ۲۰۱۱ | مرد آهنی ۲                | جوایز برگزیده کودکان نیکلودین               | نامزدشده | [ ۴۲ ] |
| ۲۰۱۳ | انتقام‌جویان               | مرد محبوب                                   | نامزدشده | [ ۴۳ ] |
| ۲۰۱۴ | مرد آهنی ۳                | مرد محبوب                                   | برنده    | [ ۴۴ ] |
| ۲۰۱۴ | مرد آهنی ۳                | بازیگر مرد محبوب                            | نامزدشده | [ ۴۴ ] |
| ۲۰۱۶ | انتقام‌جویان: عصر اولتران  | مرد محبوب                                   | نامزدشده | [ ۴۵ ] |
| ۲۰۱۷ | کاپیتان آمریکا: جنگ داخلی | بازیگر مرد محبوب                            | نامزدشده | [ ۴۶ ] |
| ۲۰۱۷ | کاپیتان آمریکا: جنگ داخلی | بهترین دوستی و رقابت (مشترک با کریس ایوانز) | نامزدشده | [ ۴۶ ] |
| ۲۰۱۷ | کاپیتان آمریکا: جنگ داخلی | جایزه گروهی                                 | نامزدشده | [ ۴۶ ] |

## اوت‌فست
| سال  | اثر نامزدشده    | دسته | نتیجه | منبع   |
| ---- | --------------- | ---- | ----- | ------ |
| ۲۰۰۱ | پسران شگفت‌انگیز | مرد  | برنده | [ ۴۷ ] |

## حلقه منتقدان فیلم لندن
| سال  | اثر نامزدشده | دسته              | نتیجه | منبع   |
| ---- | ------------ | ----------------- | ----- | ------ |
| ۱۹۹۳ | چاپلین       | بهترین بازیگر سال | برنده | [ ۴۸ ] |

## جایزه سینمایی و تلویزیونی ام‌تی‌وی
| سال  | اثر نامزدشده             | دسته                                      | نتیجه    | منبع   |
| ---- | ------------------------ | ----------------------------------------- | -------- | ------ |
| ۲۰۰۹ | مرد آهنی                 | بهترین بازیگر مرد                         | نامزدشده | [ ۴۹ ] |
| ۲۰۱۰ | شرلوک هولمز              | بهترین مبارزه (مشترک با مارک استرانگ)     | نامزدشده | [ ۵۰ ] |
| ۲۰۱۱ | —                        | بزرگ‌ترین ستاره درخشان                     | نامزدشده | [ ۵۱ ] |
| ۲۰۱۳ | انتقام‌جویان              | بهترین مبارزه (تیم انتقام جویان)          | برنده    | [ ۵۲ ] |
| ۲۰۱۳ | انتقام‌جویان              | بهترین قهرمان                             | نامزدشده | [ ۵۲ ] |
| ۲۰۱۳ | انتقام‌جویان              | Best On-Screen Duo (مشترک با مارک روفالو) | نامزدشده | [ ۵۲ ] |
| ۲۰۱۵ | —                        | MTV Generation Award                      | Awarded  | [ ۵۳ ] |
| ۲۰۱۶ | انتقام‌جویان: عصر اولتران | بهترین مبارزه (مشترک با مارک روفالو)      | نامزدشده | [ ۵۴ ] |
| ۲۰۱۹ | انتقام‌جویان: پایان بازی  | بهترین قهرمان                             | برنده    | [ ۵۵ ] |

## حلقه منتقدان فیلم نیویورک
| سال  | اثر نامزدشده | دسته                       | نتیجه    | منبع   |
| ---- | ------------ | -------------------------- | -------- | ------ |
| ۲۰۰۸ | تندر استوایی | بهترین بازیگر نقش مکمل مرد | نامزدشده | [ ۲۰ ] |

## جامعه آنلاین منتقدان فیلم
| سال  | اثر نامزدشده | دسته                       | نتیجه    | منبع   |
| ---- | ------------ | -------------------------- | -------- | ------ |
| ۲۰۰۹ | تندر استوایی | بهترین بازیگر نقش مکمل مرد | نامزدشده | [ ۲۰ ] |

## جایزه برگزیده مردم
| سال  | اثر نامزدشده              | دسته                                | نتیجه    | منبع   |
| ---- | ------------------------- | ----------------------------------- | -------- | ------ |
| ۲۰۰۹ | مرد آهنی                  | ستاره اکشن محبوب                    | نامزدشده | [ ۵۶ ] |
| ۲۰۰۹ | مرد آهنی                  | ستاره مرد محبوب                     | نامزدشده | [ ۵۶ ] |
| ۲۰۰۹ | مرد آهنی                  | ابرقهرمان محبوب                     | نامزدشده | [ ۵۶ ] |
| ۲۰۱۱ | مرد آهنی ۲                | بازیگر مرد محبوب                    | نامزدشده | [ ۵۷ ] |
| ۲۰۱۱ | مرد آهنی ۲                | بازیگر مرد محبوب فیلم               | نامزدشده | [ ۵۷ ] |
| ۲۰۱۱ | مرد آهنی ۲                | تیم محبوب (مشترک با دان چیدل)       | نامزدشده | [ ۵۷ ] |
| ۲۰۱۳ | انتقام‌جویان               | ستاره فیلم اکشن                     | نامزدشده | [ ۵۸ ] |
| ۲۰۱۳ | انتقام‌جویان               | بازیگر مرد محبوب فیلم               | برنده    | [ ۵۸ ] |
| ۲۰۱۳ | انتقام‌جویان               | ابرقهرمان محبوب                     | برنده    | [ ۵۸ ] |
| ۲۰۱۴ | مرد آهنی ۳                | بازیگر مرد اکشن                     | برنده    |        |
| ۲۰۱۴ | مرد آهنی ۳                | بازیگر مرد محبوب فیلم               | نامزدشده |        |
| ۲۰۱۴ | مرد آهنی ۳                | فیلم محبوب (مشترک با گوئینت پالترو) | نامزدشده |        |
| ۲۰۱۵ | قاضی                      | بازیگر مرد محبوب فیلم               | برنده    | [ ۵۹ ] |
| ۲۰۱۵ | قاضی                      | بهترین بازیگر فیلم                  | برنده    |        |
| ۲۰۱۶ | انتقام‌جویان: عصر اولتران  | بازیگر مرد محبوب                    | نامزدشده | [ ۶۰ ] |
| ۲۰۱۶ | انتقام‌جویان: عصر اولتران  | بازیگر مرد اکشن                     | نامزدشده | [ ۶۰ ] |
| ۲۰۱۷ | کاپیتان آمریکا: جنگ داخلی | بازیگر مرد اکشن                     | نامزدشده | [ ۶۱ ] |
| ۲۰۱۷ | کاپیتان آمریکا: جنگ داخلی | بازیگر مرد اکشن                     | برنده    | [ ۶۱ ] |
| ۲۰۱۸ | انتقام‌جویان: جنگ ابدیت    | بهترین بازیگر فیلم                  | نامزدشده | [ ۶۲ ] |
| ۲۰۱۹ | انتقام‌جویان: پایان بازی   | بهترین بازیگر فیلم                  | برنده    | [ ۶۳ ] |
| ۲۰۱۹ | انتقام‌جویان: پایان بازی   | ستاره فیلم اکشن                     | نامزدشده | [ ۶۳ ] |

## جوایز فیلم ملی روسیه
| سال  | اثر نامزدشده                | دسته                        | نتیجه    | منبع |
| ---- | --------------------------- | --------------------------- | -------- | ---- |
| ۲۰۰۹ | بهترین بازیگر مرد خارجی     | بهترین بازیگر مرد خارجی     | نامزدشده |      |
| ۲۰۱۱ | بهترین بازیگر مرد خارجی     | بهترین بازیگر مرد خارجی     | نامزدشده |      |
| ۲۰۱۲ | بهترین بازیگر مرد خارجی سال | بهترین بازیگر مرد خارجی سال | برنده    |      |
| ۲۰۱۳ | بهترین بازیگر مرد خارجی سال | بهترین بازیگر مرد خارجی سال | برنده    |      |
| ۲۰۱۴ | مرد آهنی ۳                  | بهترین قهرمان خارجی سال     | نامزدشده |      |
| ۲۰۱۴ | بهترین بازیگر مرد خارجی سال | بهترین بازیگر مرد خارجی سال | نامزدشده |      |
| ۲۰۱۴ | بهترین بازیگر مرد خارجی دهه | بهترین بازیگر مرد خارجی دهه | نامزدشده |      |
| ۲۰۱۵ | بهترین بازیگر مرد خارجی سال | بهترین بازیگر مرد خارجی سال | نامزدشده |      |

## جایزه ستلایت
| سال  | اثر نامزدشده                 | دسته                                   | نتیجه    | منبع   |
| ---- | ---------------------------- | -------------------------------------- | -------- | ------ |
| ۲۰۰۴ | کارآگاه آوازخوان             | بهترین بازیگر مرد فیلم موزیکال یا کمدی | نامزدشده | [ ۶۴ ] |
| ۲۰۰۵ | کیس کیس بنگ بنگ              | بهترین بازیگر مرد فیلم موزیکال یا کمدی | نامزدشده | [ ۶۵ ] |
| ۲۰۰۵ | "شکسته" (از کیس کیس بنگ بنگ) | بهترین ترانه (مشترک با مارک هادسون)    | نامزدشده | [ ۶۵ ] |
| ۲۰۰۸ | تندر استوایی                 | بهترین بازیگر نقش مکمل مرد             | نامزدشده | [ ۶۶ ] |

## جایزه اسکریم
| سال  | اثر نامزدشده | دسته                     | نتیجه    | منبع |
| ---- | ------------ | ------------------------ | -------- | ---- |
| ۲۰۱۰ | مرد آهنی ۲   | بهترین بازیگر علمی تخیلی | نامزدشده |      |
| ۲۰۱۰ | مرد آهنی ۲   | بهترین ابرقهرمان         | برنده    |      |

## جایزه انجمن بازیگران فیلم
| سال  | اثر نامزدشده        | دسته                                   | نتیجه    | منبع   |
| ---- | ------------------- | -------------------------------------- | -------- | ------ |
| ۲۰۰۱ | الی مک‌بل            | بهترین بازیگر نقش اول مرد در فیلم کمدی | برنده    | [ ۶۷ ] |
| ۲۰۰۱ | الی مک‌بل            | بهترین عملکرد تیمی در یک مجموعه کمدی   | نامزدشده | [ ۶۷ ] |
| ۲۰۰۶ | شب‌بخیر و موفق باشید | بهترین عملکرد بازیگر مرد در فیلم       | نامزدشده | [ ۶۷ ] |
| ۲۰۰۹ | تندر استوایی        | بهترین عملکرد بازیگر مکمل مرد          | نامزدشده | [ ۶۷ ] |

## جوایز برگزیده نوجوانان
| سال  | اثر نامزدشده              | دسته                                     | نتیجه    | منبع   |
| ---- | ------------------------- | ---------------------------------------- | -------- | ------ |
| ۲۰۰۸ | مرد آهنی                  | بهترین بازیگر اکشن                       | نامزدشده |        |
| ۲۰۰۸ | —                         | مای اسپیسر                               | نامزدشده |        |
| ۲۰۰۹ | تندر استوایی              | بهترین بازیگر مرد از لحاظ تناسب اندام    | نامزدشده |        |
| ۲۰۱۰ | شرلوک هولمز               | بهترین بازیگر اکشن                       | نامزدشده |        |
| ۲۰۱۰ | مرد آهنی ۲                | بهترین بازیگر مرد فیلم علمی تخیلی        | نامزدشده |        |
| ۲۰۱۰ | مرد آهنی ۲                | بهترین بازیگر مرد فیلم علمی تخیلی/فانتزی | نامزدشده |        |
| ۲۰۱۰ | مرد آهنی ۲                | بهترین رقص                               | نامزدشده |        |
| ۲۰۱۰ | مرد آهنی ۲                | بهترین مبارزه (مشترک با دان چیدل)        | نامزدشده |        |
| ۲۰۱۱ | موعد مقرر                 | بهترین بازیگر مرد از لحاظ تناسب اندام    | نامزدشده | [ ۶۸ ] |
| ۲۰۱۲ | شرلوک هلمز: بازی سایه‌ها   | بهترین بازیگر اکشن                       | نامزدشده | [ ۶۹ ] |
| ۲۰۱۲ | انتقام‌جویان               | بهترین بازیگر مرد فیلم علمی تخیلی فانتزی | نامزدشده | [ ۶۹ ] |
| ۲۰۱۲ | انتقام‌جویان               | بهترین ستاره فیلم مرد تابستان            | نامزدشده | [ ۶۹ ] |
| ۲۰۱۳ | مرد آهنی ۳                | بهترین بازیگر مرد فیلم علمی تخیلی فانتزی | نامزدشده | [ ۷۰ ] |
| ۲۰۱۳ | مرد آهنی ۳                | بهترین بازیگر اکشن                       | برنده    | [ ۷۰ ] |
| ۲۰۱۳ | مرد آهنی ۳                | منتخب نوجوانان (مشترک با دان چیدل)       | نامزدشده | [ ۷۰ ] |
| ۲۰۱۵ | انتقام‌جویان: عصر اولتران  | بهترین بازیگر مرد فیلم علمی تخیلی فانتزی | نامزدشده | [ ۷۱ ] |
| ۲۰۱۶ | کاپیتان آمریکا: جنگ داخلی | بهترین بازیگر مرد علمی تخیلی/فانتزی      | نامزدشده |        |
| ۲۰۱۶ | کاپیتان آمریکا: جنگ داخلی | بهترین فیلم: علم شیمی                    | نامزدشده |        |
| ۲۰۱۸ | انتقام‌جویان: جنگ ابدیت    | بهترین بازیگر مرد فیلم اکشن              | برنده    | [ ۷۲ ] |
| ۲۰۱۹ | انتقام‌جویان: پایان بازی   | بهترین بازیگر فیلم: اکشن / ماجراجویی     | برنده    |        |

## یادداشت
1. ↑  My Spacer